# 蠅の王
『蠅の王』（はえのおう、原題：Lord of the Flies）は、1954年出版のウィリアム・ゴールディングの小説。題名の「蠅の王」とは、聖書に登場する悪魔であるベルゼブブを指しており、作品中では蠅が群がる豚の生首を「蠅の王」と形容している。
1963年にピーター・ブルック監督で、1990年にハリー・フック監督で映画化された。

## 概要
ジュール・ヴェルヌの『十五少年漂流記』やロバート・マイケル・バランタインの『珊瑚礁の島』など19世紀以前に流行した「孤島漂着もの」（ロビンゾナーデ）の派生形であるが、本作はこれらの作品とは正反対の悲劇的な展開となっている。

## ストーリー
戦いを避けるために子供たちを疎開地へ運ぶ飛行機が海へ墜落した。乗組員の大人が死亡、助かったのは全て少年たちだった。南太平洋の無人島に置き去りにされた彼らはラルフとピギーの2人を中心に規則を作り、烽火をあげ続けることで救援を待とうとする。
最初こそ協力し合っていた少年たちであったが、元々ラルフと仲の悪かった少年ジャックは、ラルフが中心であることを気に入らず、また食べ物などにも不自由しない島で自由に生きることを望んで、独自に狩猟隊を結成する。ジャックは狩猟隊のメンバーと共に毎日を好き勝手に漫遊し、豚を狩ることで上等なご馳走を得るようになり、やがてはラルフの一派の少年たちもその魅力に引かれ始める。
そんな中、船が島の沖を通りかかったにもかかわらず、その日の当番が烽火を怠ったのが原因で、少年たちの存在に気付かないまま船は過ぎ去ってしまう。それが原因で、ラルフの一派では対立が巻き起こる。その隙を突くように、ジャックはラルフの仲間たちを引き込んでいくまでのカリスマ性まで発揮していく。狩猟隊の少年たちは次第に、内面の獣性が目覚めていき、泥絵の具を顔に塗りたくった蛮族のような姿となって、ついには仲間の一人であったサイモンを集団で手にかけるまでに至る。
仲間のほとんどをジャックに奪われたラルフは、唯一自分の味方でいてくれたピギーも、ジャックの取り巻きであるロジャーに岩を頭上に落とされて殺され、完全に孤立する。その翌日、ジャックは自らが王でいられる楽園を脅かしうる、一番目障りな存在であったラルフを排除すべく、狩猟隊に木の枝を槍のように尖らせて、ラルフを殺害するよう指示する。ラルフは孤立してしまった恐怖や悲しみに苦しみながらも、森に火を放ったジャックたち狩猟隊から、島中を逃げ回ることになる。
しかし、その火を放ったことで、救助隊に見つかってラルフたちは救助される。懸命にルールを守り秩序正しく生きようとしたと、ラルフは涙を流し大人に語るが、死んだ者が帰ってくることはない。

## 登場人物
ラルフ
物語の主人公で、隊長に選ばれる。とても知恵があり、ピギーのメガネで火を起こしたりと、サバイバルに必要な知恵を提案する。
ジャック
ラルフが隊長になったことを不満に思い、後に狩猟隊を率いる。ラルフのことを目の敵にしており、仲間を奪うだけでなく、ラルフの命を奪おうとする。
ピギー
臆病で太っているが、頭が良い。最後までラルフと行動を共にするが、ジャックの手下に殺害される。
サイモン
感受性に優れた少年で、自分たちの心の中に悪魔がいることに気づく。島内にいる「怪物の正体」にも気づくのだが、ジャック一派により集団で襲われて殺害されてしまう。
ロジャー
ジャックの相棒。ピギーを殺害してしまう。
双子
最初はラルフらと行動を共にしていたが、彼の味方が少なくなるとジャック側に寝返る。

## 日本語訳
平井正穂訳（1965年訳出、集英社・新潮社）と、黒原敏行訳（2017年訳出、早川書房）の2つの版が存在する。
- ゴールディング「蠅の王」『世界文学全集 20世紀の文学 フォースター、ゴールディング』 第16巻、平井正穂訳、集英社、1965年。（フォースターは吉田健一訳）
- ウィリアム・ゴールディング『蠅の王』平井正穂訳、集英社〈現代の世界文学〉、1973年。
- ウィリアム・ゴールディング『蠅の王』平井正穂訳、新潮社〈新潮文庫 コ-7-1〉、1975年3月。ISBN 4-10-214601-6。改版2010年11月
- ウィリアム・ゴールディング「蠅の王」『世界の文学』 第17巻（ゴールディング）、平井正穂訳、集英社、1977年4月。
- ウィリアム・ゴールディング『蠅の王』平井正穂訳、集英社〈集英社文庫〉、1978年1月。
- ゴールディング「蠅の王」『イギリスⅣ 集英社ギャラリー「世界の文学5」』平井正穂訳、集英社、1990年1月19日。ISBN 4-08-129005-9。
- ウィリアム・ゴールディング『蠅の王』平井正穂訳、集英社〈集英社文庫 コ13-1〉、2009年6月26日。ISBN 978-4-08-760578-5。
- ウィリアム・ゴールディング『蠅の王』黒原敏行訳、早川書房〈ハヤカワepi文庫 コ1-1〉、2017年4月25日。ISBN 978-4-15-120090-8。

## 関連文献
- 岩崎宗治 著「ゴールディングの『蠅の王』―終末の寓話」、篠田一士ほか 編『ロマン派文学とその後 加納秀夫教授退任記念論文集』研究社出版、1980年9月。ISBN 978-4-327-33205-1。
- 野崎嘉信 著「ウィリアム・ゴールディング『蠅の王』」、東郷秀光、山本証 編『英米文学―名作への散歩道』 イギリス篇(2)、日高八郎監修、三友社出版、1983年5月。
- 安藤聡「指輪の王と蝿の王」『指輪物語』成瀬俊一編著、ミネルヴァ書房〈シリーズもっと知りたい名作の世界 9〉、2007年10月30日。ISBN 978-4-623-04544-0。

## 映画化
これまでに2回映画化されている。

### 1963年版
日本では劇場未公開。上映時間87分。イギリスが核攻撃を受けたため、陸軍幼年学校の生徒たちが飛行機で疎開先へと向かう途中で遭難したという設定になっている。核戦争の話は初期の原稿では描かれていたが、編集者の提案で丸ごと削除された。
スタッフ
- 監督・脚本：ピーター・ブルック
- 製作：ルイス・アレン
- 撮影：トム・ホリーマン
- 音楽：レイモンド・レッパード

キャスト
- ラルフ：ジェームズ・オーブリー
- ピギー：ヒュー・エドワーズ
- ジャック：トム・チェイピン
- ロジャー：ロジャー・エルウィン
- サイモン：トム・ゲイマン

### 1990年版
監督は『キッチン・トト』のハリー・フック。上映時間90分。
スタッフ
- 監督：ハリー・フック
- 製作：ロス・ミロイ、ルイス・アレン
- 脚本：サラ・シフ
- 製作総指揮：ルイス・アレン、ピーター・ニューマン
- 撮影：マーティン・フューラー
- 音楽：フィリップ・サルド

キャスト
- ラルフ：バルサザール・ゲティ
- ピギー：ダニュエル・ピポリー
- ジャック：クリス・フュール
- ロジャー：ゲイリー・ルール
- サイモン：ジェームズ・バッジ・デール
- 軍人：ボブ・ペック